# Creoxylus paradoxa
Creoxylus paradoxa är en insektsart som först beskrevs av Kirby 1904.  Creoxylus paradoxa ingår i släktet Creoxylus och familjen Pseudophasmatidae. Inga underarter finns listade i Catalogue of Life.